# Easingwold
Easingwold è un paese di 4 627 abitanti della contea del North Yorkshire, in Inghilterra, collocato 19 km a nord di York. Il paese è il centro economico di riferimento per i servizi pubblici e l'attività economica dei diversi villaggi situati nell'area circostante.

## Storia
Easingwold viene menzionata nel Domesday Book del 1086 con il nome di Eisicewalt. Il paese è il risultato della fusione dei villaggi Uppleby e Lessimers.
Il nome di Easingwold è di origine anglosassone, dove la prima parte del nome deriva da un cognome sassone (forse Esa) e la seconda parte da wold che deriva dalla parola wald (foresta).